# Cuyavia
Cuyavia o Kuiavia (en polaco: Kujawy) es una región histórica de Polonia. Su capital es Kruszwica.

## Geografía
Se sitúa en el centro de Polonia y por ella cruza el río Notec.

## Historia
A principios de la Edad Media, formaba parte de la Gran Polonia. Durante el siglo XII, la influencia de los duques locales se extendió en una gran parte de Mazovia. Gracias a la fertilidad de las tierras y a la densidad elevada de los ríos, la ciudad se desarrolló rápidamente.
Mieszko III el Viejo le da Cuyavia a su hijo, Boleslao, el cual se convertiría en el duque de la ciudad. Con la muerte de Boleslao en 1194, Cuyavia vuelve a formar parte del ducado de Mazovia.
En 1267, la ciudad vuelve a pasar de padre a hijo. Esta vez, Conrado I de Mazovia recrea el ducado de Cuyavia y se lo da a su hijo, Casimiro. Después de su muerte, en 1267, Cuyavia se divide en dos partes, cuyas capitales eran Inowrocław y Brześć Kujawski.
En el siglo XIII deja Mazovia para pasar a formar parte de Dobrzyń nad Wisłą, territorio que será perdido por los polacos en provecho de la Orden Teutónica. En 1332 los teutónicos atacan y ocupan Cuyavia. En 1343, Cuyavia y Dobrzyń nad Wisłą son recuperadas por Polonia, a través del Tratado de Kalisz.
Después de 1772, el norte de Cuyavia es anexado a Prusia (el resto se anexionaría en 1793). 
Desde 1807 hasta 1815, la región formó parte del Gran Ducado de Varsovia, unidad política creada por Napoleón Bonaparte para restablecer el estado polaco. Después de la caída de este, Kujawy (junto con las ciudades Bydgoszcz, Inowrocław y Brześć Kujawski) volverán a anexionarse a Prusia.
Desde 1918, Cuyavia forma parte de Polonia, siendo parte del voivodato de Cuyavia y Pomerania.
- Datos: Q836693
- Multimedia: Kuyavia / Q836693